# 492

492(사백구십이)는 491보다 크고 493보다 작은 자연수다.

## 수학
- 합성수로, 그 약수는 총 12개다. (1, 2, 3, 4, 6, 12, 41, 82, 123, 164, 246, 492)
  - 492의 진약수의 합은 684이므로, 492는 과잉수다.
- 15번째 헥사나치 수다. 앞의 헥사나치 수는 248, 다음은 976이다.
- {\displaystyle 492=71+73+79+83+89+97}
  - 연속하는 소수(素數) 6개의 합으로 나타낼 수 있으며, 이 성질을 지닌 앞의 수는 462, 다음 수는 522이다.
- {\displaystyle 492=4^{2}+5^{2}+6^{2}+7^{2}+8^{2}+9^{2}+10^{2}+11^{2}}
  - 연속하는 자연수 8개의 제곱합으로 나타낼 수 있으며, 이 성질을 지닌 앞의 수는 380, 다음 수는 620이다.
- {\displaystyle 83^{2}-1}은 492로 나누어떨어진다.

## 과학
- NGC 492(영어판): 물고기자리 방향에 있는 막대나선은하.

## 교통
- 일본 492번 국도(일본어판): 가가와현 다카마쓰시에서 고치현 나가오카군 오토요정까지 이어지는 일본의 국도.
- 현도 제492호선

## 문화유산
- 대한민국의 보물 제492호: 구미 해평리 석조여래좌상
- 대한민국의 사적 제492호: 광양 마로산성

## 방송
- 스카이라이프의 KBS 키즈 채널 번호.

## 기타
- 연도: 492년, 기원전 492년